# Compton and Shawford
Compton and Shawford – gmina (civil parish) w południowej Anglii, w hrabstwie Hampshire, w dystrykcie Winchester, położona nad rzeką Itchen, na obrzeżu parku narodowego South Downs. Leży 6 km na południowy wschód od miasta Winchester i 100 km na południowy zachód od Londynu. W 2001 miejscowość liczyła 1420 mieszkańców.